# 維皮亞山脈
維皮亞山脈是非洲東南部國家馬拉維的山脈，位於該國中部，全長209公里，最高點海拔高度1,943米，而位於維皮亞山脈的維皮亞高原長90公里、寬20公里，是全國第二大高原。
13°3′53″S 34°11′28″E / 13.06472°S 34.19111°E